# Ceroctena intravirens
Ceroctena intravirens là một loài bướm đêm trong họ Noctuidae.